# 1949年の野球
1949年の野球（1949ねんのやきゅう）では、1949年の野球界における動向をまとめる。

## 競技結果

### 日本プロ野球

#### ペナントレース
1リーグ制としては最後の年となった。翌年より、セ・パ2リーグ制となる。
| 順位 | 球団             | 勝 | 敗 | 分 | 勝率 | 差   |
| ---- | ---------------- | -- | -- | -- | ---- | ---- |
| 優勝 | 読売ジャイアンツ | 85 | 48 | 1  | .639 | -    |
| 2位  | 阪急ブレーブス   | 69 | 64 | 3  | .519 | 16.0 |
| 3位  | 大映スターズ     | 67 | 65 | 2  | .508 | 17.5 |
| 4位  | 南海ホークス     | 67 | 67 | 1  | .500 | 18.5 |
| 5位  | 中日ドラゴンズ   | 66 | 68 | 3  | .493 | 19.5 |
| 6位  | 大阪タイガース   | 65 | 69 | 3  | .485 | 20.5 |
| 7位  | 東急フライヤーズ | 64 | 73 | 1  | .467 | 23.0 |
| 8位  | 大陽ロビンス     | 52 | 81 | 0  | .391 | 33.0 |

#### 個人タイトル
| タイトル     | 選手       | 球団 | 成績      |
| ------------ | ---------- | ---- | --------- |
| 最優秀選手   | 藤村富美男 | 大阪 |           |
| 沢村栄治賞   | 藤本英雄   | 巨人 |           |
| 首位打者     | 小鶴誠     | 大映 | .361      |
| 最多本塁打   | 藤村富美男 | 大阪 | 46本      |
| 最多打点     | 藤村富美男 | 大阪 | 142打点   |
| 最多盗塁     | 木塚忠助   | 南海 | 59盗塁    |
| 最多安打     | 藤村富美男 | 大阪 | 187安打   |
| 最高出塁率   | 小鶴誠     | 大映 | .445      |
| 最優秀防御率 | 藤本英雄   | 巨人 | 1.94      |
| 最多勝利     | スタルヒン | 大映 | 27勝      |
| 最多奪三振   | 武末悉昌   | 南海 | 183奪三振 |
| 最高勝率     | 藤本英雄   | 巨人 | .774      |

#### ベストナイン
| 守備位置 | 選手       | 球団 |
| -------- | ---------- | ---- |
| 投手     | 藤本英雄   | 巨人 |
| 捕手     | 土井垣武   | 大阪 |
| 一塁手   | 川上哲治   | 巨人 |
| 二塁手   | 千葉茂     | 巨人 |
| 三塁手   | 藤村富美男 | 大阪 |
| 遊撃手   | 木塚忠助   | 南海 |
| 外野手   | 小鶴誠     | 大映 |
| 外野手   | 別当薫     | 大阪 |
| 外野手   | 大下弘     | 東急 |

### 社会人野球
- 第20回都市対抗野球大会優勝：星野組

### 東京六大学野球
- 春 - 神宮・後楽園・上井草の各球場を使用。
  - 早大が優勝。
- 秋 - 神宮・後楽園・上井草の各球場を使用。
  - 慶大が優勝。

### 高校野球
- 第21回選抜高等学校野球大会決勝（阪神甲子園球場・4月6日）
北野（大阪府） 6-4 芦屋（兵庫県）
- 第31回全国高等学校野球選手権大会決勝（阪神甲子園球場・8月20日）
湘南（神奈川県） 5-3 岐阜（岐阜県）

### メジャーリーグ
- ワールドシリーズ

## できごと

### 1月
- 1月15日 - 中日スタヂアム完成[2]。

### 3月
- 1月24日 - 南海ホークス、別所事件で巨人を提訴[3]。
- 3月5日 - 正力松太郎が日本野球連盟の初代コミッショナーに就任するが、この年5月13日には公職追放の身であるとして圧力が入り、辞任に追い込まれる[4]。

### 4月
- 4月14日 - 読売ジャイアンツの三原脩監督が相手球団の選手を殴打する。この事件で、三原には無期限出場停止処分が下されたが、後に100日に軽減と言うケースに変更された。三原ポカリ事件も参照。
- 4月15日 - 正力コミッショナーによる、「大リーグを日本に招請」「東京に新球場」「二リーグ制への移行」の三大表明が行われる[5]。
- 4月16日 - 大阪タイガースの金田正泰外野手が対南海ホークス戦を後楽園球場でサイクル安打を達成。
- 4月26日 - 阪神電気鉄道甲子園駅において、野球観戦の乗客が将棋倒しとなる事件が発生。死者1名、重傷11名[6]。
- 4月26日 - 巨人対大映戦で、巨人先発の川崎徳次が日本プロ野球新記録の1試合被8本塁打を記録して13失点、川崎は打つ方でも投手初の3本塁打9打点を記録し、両チーム合わせて日本プロ野球新記録の13本塁打で、うち11本を川崎が打って打たれてという試合となり、最終的に15対13で巨人が勝利。川崎は自責点13で最多失点勝利投手の日本プロ野球新記録[7]。

### 6月
- 6月13日 - 早慶戦に先立ち、ダグラス・マッカーサー元帥が早慶両校に激励のメッセージを寄せた。

### 7月
- 7月23日 - 殴打事件により出場停止処分を受けていた読売ジャイアンツの三原脩監督が復帰。
- 7月24日 - シベリアより帰国した水原茂が後楽園球場においてファンの前で挨拶する[8]。

### 9月
- 9月19日 - 西日本新聞社がプロ野球球団を設立[2]。
- 9月28日 - 広島野球倶楽部が日本野球連盟 に加盟申請[9]。

### 10月
- 10月2日 - 大映対太陽戦で、3回までに大映が10対0でリードし、太陽は5回まで1安打に抑えられていたが、その後満塁本塁打が出るなど、同点で迎えた9回裏2死満塁から死球で10点差を逆転してのサヨナラ押し出し勝利。10点差逆転は日本プロ野球新記録[10]。
- 10月9日 - この日、阪急が負けたため、巨人が6年ぶり戦後初の優勝をする。
- 10月15日 - サンフランシスコ・シールズが来日し、この日の対巨人戦（後楽園）を始め日本のプロ野球チームと戦後初の日米野球親善試合を行う。またこの試合を、大阪で開催中の大相撲秋場所をこの日から休場した横綱前田山が帰京して観戦したことが問題となり、前田山はその後引退に追い込まれる（シールズ事件）。
- 10月30日 - 東京六大学選抜チームとサンフランシスコ・シールズが対戦（後楽園）。4-2でシールズ勝利。

### 11月
- 11月26日 - 日本野球連盟は翌年度から2リーグ制を導入すると発表。パシフィック・リーグ（パ・リーグ）が結成される[4]。
- 11月26日 - 西鉄クリッパースが正式に誕生、この日結成されたパ・リーグに加盟[11]。

### 12月
- 12月3日 - 広島カープ初代監督に石本秀一が就任[9]。
- 12月18日 - 平和台野球場が開場。

## 誕生

### 1月
- 1月1日 - 平山英雄
- 1月2日 - 奥田敏輝（+ 2006年）
- 1月14日 - 忍全功
- 1月15日 - ボビー・グリッチ
- 1月18日 - 伊原春樹
- 1月29日 - ジム・タイロン
- 1月30日 - ジーン・アマーン

### 2月
- 2月5日 - 井上洋一
- 2月11日 - ベン・オグリビー
- 2月22日 - 浅野啓司

### 3月
- 3月13日 - 高木由一
- 3月15日 - 杉田久雄

### 4月
- 4月8日 - 奥宮種男
- 4月11日 - 古賀正明
- 4月13日 - 五月女豊
- 4月14日 - 吉岡悟
- 4月18日 - 鈴木康二朗（+ 2019年）
- 4月23日 - 吉良修一
- 4月23日 - 平野光泰（+ 2023年）
- 4月27日 - 西岡三四郎
- 4月28日 - 猿渡寛茂

### 5月
- 5月1日 - 関本四十四
- 5月5日 - 桑野議
- 5月13日 - 弘田澄男
- 5月17日 - 加納茂徳
- 5月27日 - テリー・コリンズ
- 5月30日 - 道原裕幸

### 6月
- 6月6日 - 中村勝広（+ 2015年）
- 6月10日 - 河原明
- 6月13日 - 榊原良行（+ 2023年）
- 6月30日 - 山本和行

### 7月
- 7月5日 - 川藤幸三
- 7月5日 - 長野哲
- 7月19日 - ジーン・ロックレア

### 8月
- 8月3日 - 野上俊夫
- 8月4日 - 今井雄太郎
- 8月5日 - 片平晋作（+ 2018年）
- 8月6日 - マイク・ラインバック（+ 1989年）
- 8月15日 - 正岡真二
- 8月15日 - 大島忠一
- 8月15日 - テリー・ハンキンス

### 9月
- 9月7日 - 玉井信博

### 10月
- 10月11日 - ボビー・ジョーンズ
- 10月12日 - ジャック・マルーフ

### 11月
- 11月17日 - 三浦政基
- 11月24日 - 江島巧
- 11月26日 - 星野秀孝
- 11月27日 - 村田兆治（+ 2022年）

### 12月
- 12月19日 - 竹村一義
- 12月20日 - 加藤初（+ 2016年）
- 12月28日 - 佐々木恭介
- 12月28日 - 辻博司

## 死去
- 2月10日 - 安部磯雄（日本学生野球協会会長）